# 長野県道215号飯島停車場線
長野県道215号飯島停車場線（ながのけんどう215ごう いいじまていしゃじょうせん）は、長野県上伊那郡飯島町の飯田線飯島駅と同町大字飯島の国道153号交点を結ぶ一般県道。

## 概要

### 路線データ
- 起点：飯田線飯島駅
- 終点：上伊那郡飯島町大字飯島（役場入口交差点、国道153号交点）

## 交差する道路
- 長野県道200号飯島停車場日曽利線
- 国道153号